# Schmalspurbahn Split–Sinj
| Bahnhof Sinj, an der Spitze des Zuges eine Lokomotive der Baureihe U der k.k. österreichischen Staatsbahnen |                         |                                            |                                            |
| |                         |                                            |                                            |
| Streckenlänge: | 39,972 km               |                                            |                                            |
| Spurweite: | 760 mm (Bosnische Spur) |                                            |                                            |
| |                         |                                            |                                            |
| \| \| 0,000 \| Split (bis 1918: Spalato) \| Split (bis 1918: Spalato) \| \| \| \| \| \| \| \| \| Split Predgrađe (Split Vorstadt) *) \| \| \| \| \| nach Knin \| \| \| \| 06,3456 \| Vranjic-Solln (bis 1918: Vragnizza-Salona) \| Vranjic-Solln (bis 1918: Vragnizza-Salona) \| \| \| 09,8596 \| Mravince \| Mravince \| \| \| 12,8000 \| Kosa-Klis *) \| Kosa-Klis *) \| \| \| 19,1720 \| Klis (bis 1918: Clissa) \| Klis (bis 1918: Clissa) \| \| \| 24,8240 \| Koprivno *) \| Koprivno *) \| \| \| 28,3910 \| Dugopolje \| Dugopolje \| \| \| 30,6000 \| Prosik *) \| Prosik *) \| \| \| 35,6417 \| Dicmo \| Dicmo \| \| \| 41,00 \| Kukuzovac *) \| Kukuzovac *) \| \| \| 45,51420 \| Sinj \| Sinj \| \| \| \| \| \| \| Hinweise: - ) 1914 nicht im Fahrplan Die Kilometerangaben in der Tabelle geben die tatsächlichen Streckenkilometer wieder. Die Kilometerangaben in den Fahrplanbildern unten beziehen sich auf Tarifkilometer. \| \| \| \| |                         |                                            |                                            |
| Kopfbahnhof Streckenanfang | 0,000                   | Split (bis 1918: Spalato)                  | Split (bis 1918: Spalato)                  |
| Tunnel |                         |                                            |                                            |
| Bahnhof |                         | Split Predgrađe (Split Vorstadt) *)        | Split Predgrađe (Split Vorstadt) *)        |
| Abzweig ehemals geradeaus und nach links |                         | nach Knin                                  | nach Knin                                  |
| Bahnhof (Strecke außer Betrieb) | 06,3456                 | Vranjic-Solln (bis 1918: Vragnizza-Salona) | Vranjic-Solln (bis 1918: Vragnizza-Salona) |
| Haltepunkt / Haltestelle (Strecke außer Betrieb) | 09,8596                 | Mravince                                   | Mravince                                   |
| Haltepunkt / Haltestelle (Strecke außer Betrieb) | 12,8000                 | Kosa-Klis *)                               | Kosa-Klis *)                               |
| Bahnhof (Strecke außer Betrieb) | 19,1720                 | Klis (bis 1918: Clissa)                    | Klis (bis 1918: Clissa)                    |
| Haltepunkt / Haltestelle (Strecke außer Betrieb) | 24,8240                 | Koprivno *)                                | Koprivno *)                                |
| Haltepunkt / Haltestelle (Strecke außer Betrieb) | 28,3910                 | Dugopolje                                  | Dugopolje                                  |
| Haltepunkt / Haltestelle (Strecke außer Betrieb) | 30,6000                 | Prosik *)                                  | Prosik *)                                  |
| Haltepunkt / Haltestelle (Strecke außer Betrieb) | 35,6417                 | Dicmo                                      | Dicmo                                      |
| Haltepunkt / Haltestelle (Strecke außer Betrieb) | 41,00                   | Kukuzovac *)                               | Kukuzovac *)                               |
| Kopfbahnhof Streckenende (Strecke außer Betrieb) | 45,51420                | Sinj                                       | Sinj                                       |
| |                         |                                            |                                            |
| Hinweise: - ) 1914 nicht im Fahrplan Die Kilometerangaben in der Tabelle geben die tatsächlichen Streckenkilometer wieder. Die Kilometerangaben in den Fahrplanbildern unten beziehen sich auf Tarifkilometer. |                         |                                            |                                            |

Die Schmalspurbahn Split–Sinj im heutigen Kroatien bzw. bis 1918 Spalato-Sinj war eine Lokalbahn in 760 mm Spurweite in Dalmatien zwischen Split und Sinj. Sie wurde nach Normalien der k.k. österreichischen Staatsbahnen gebaut. Nach etwa sechzig Jahren Betrieb, anfangs in Österreich-Ungarn, danach in den dort liegenden südslawischen Staaten, wurde sie in den frühen 1960er Jahren stillgelegt und abgebaut.

## Vorgeschichte
Da die geplante Strecke im Kronland Dalmatien von Österreich-Ungarn lag, wurde sie aufgrund des österreichischen Gesetzes vom 21. Dezember 1898 „betreffend die im Jahr 1898 sicher zu stellenden Bahnen niederer Ordnung“ finanziert und gebaut. Im Gesetzestext wird unter Punkt 24 ein Bau „von der Station Spalato der Dalmatiner Staatsbahn zur Landesgrenze bei Aržano mit einer Abzweigung nach Sinj“ festgelegt. Der Betrieb wurde nicht, wie bei Lokalbahnen oft der Fall, einem Konzessionär übertragen. Sowohl Bau und Betrieb war Angelegenheit des österreichischen Staates, namentlich der k.k. österreichischen Staatsbahnen.
Die Bahnstrecke war als Teil einer überregionalen Verbindung zwischen Split und Sarajevo, der Hauptstadt von Bosnien und Herzegowina gedacht. Da das Eisenbahnnetz jenes ehemals österreichisch-ungarischen Territoriums fast ausschließlich mit 760-mm-Spurweite erbaut worden war, hatte man hier zur Errichtung die gleiche Spurweite gewählt.
Die Verbindung nach Sarajevo wurde nie gebaut. Daher diente die Strecke Split–Sinj nur der Erschließung des dalmatinischen Hinterlandes, insbesondere zur Verbindung der Bezirkshauptstadt Sinj mit der dalmatinischen Landeshauptstadt Split.

## Geschichte

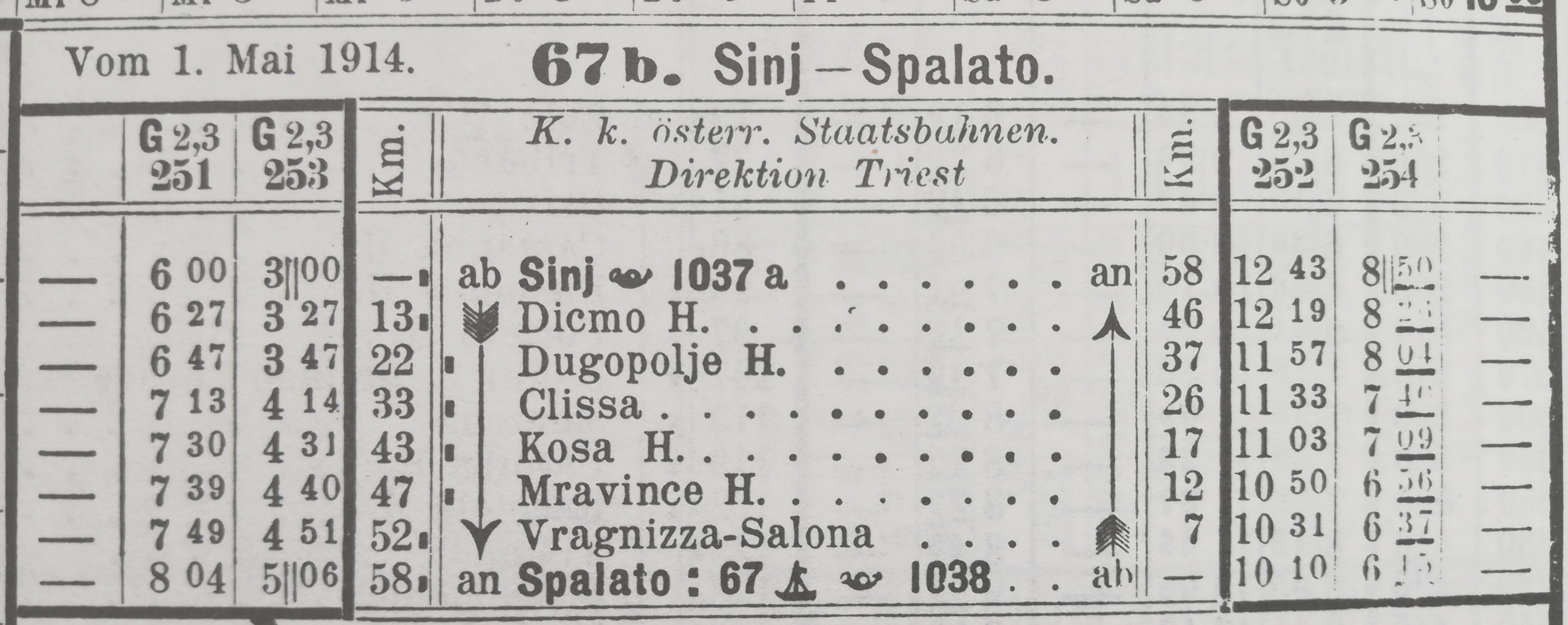
Fahrplan 1914

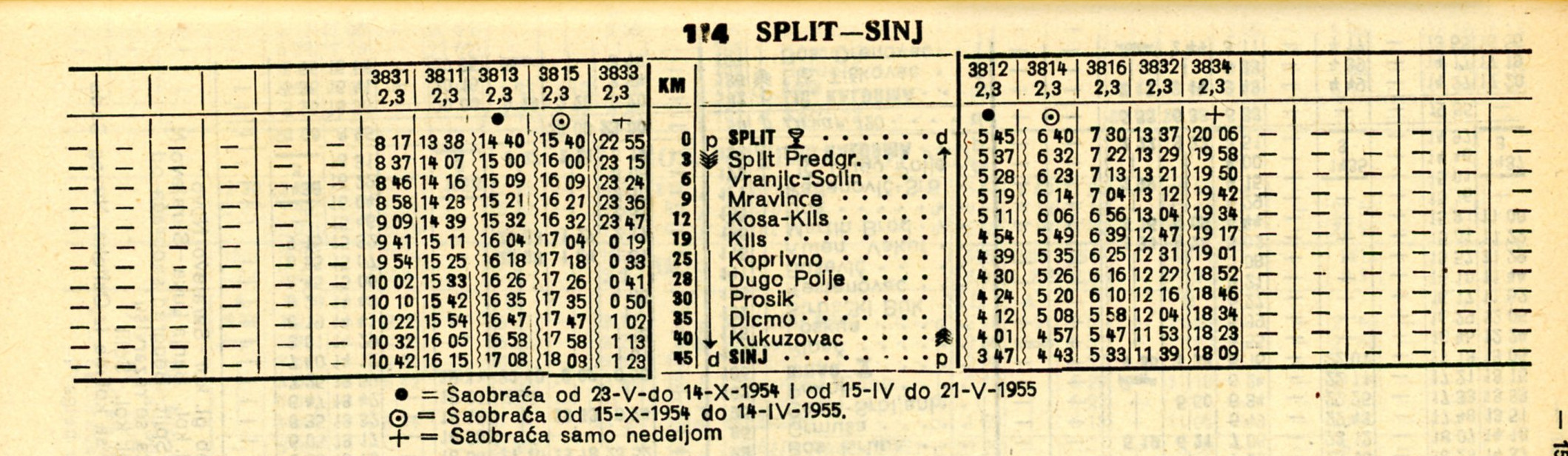
Fahrplan 1954/1955

Die Bahnstrecke wurde am 12. September 1903 eröffnet und bis 1918 von der k.k. österreichischen Staatsbahn betrieben. In Folge des Zerfalles der Donaumonarchie gingen sowohl die Bahnstrecke als auch deren Betrieb an die wechselnden Staatsbahnen zuerst des SHS-Staates, Jugoslawiens, Kroatiens und dann wieder Jugoslawiens über. Beginnend mit 1941 wurde die Bahnstrecke kurz durch italienische Kräfte betrieben. In dieser Zeit wurden auch Lokomotiven der Grödner Bahn sowie der damals bereits stillgelegten Lokalbahn Triest–Parenzo  eingesetzt.
Am 30. September 1962 fuhr der letzte Personenzug. Die Einstellung des Güterverkehrs und der Abbau der Strecke erfolgten 1963.

## Die Strecke
Die Strecke nahm im Normalspurbahnhof Split an der heutigen Bahnstrecke Split–Knin ihren Ausgang, war 39,972 km lang und hatte mehr als 310 m Höhenunterschied zu überwinden. Zur Überwindung des Höhenunterschiedes schrieben Julius Koch und Konstantin Freiherr von Popp in der Zeitschrift des österreichischen Ingenieur und Architekten Vereines anlässlich eines Exkursionsberichtes: „Da die Abzweigestelle vor Salona nur wenige Meter über dem Meeresspiegel liegt, so hat diese Bahn eine nur um 50m geringere Höhe zu ersteigen als die Südbahn von Payerbach nach Semmering.“ Im gleichen Beitrag schreiben die Autoren weiter „Die Bahnlinie Spalato - Sinj erforderte trotz der Schmiegsamkeit die ihr die häufige Anwendung des Kurvenradius von 100 m gibt, bedeutende Erd- und Felsarbeiten. Zahlreiche 12 bis 15 m tiefe Felseinschnitte wechseln mit eben so hohen Steindämmen. Ausser dem in einer Kurve von 100 m Radius liegenden Kehrtunnel von 400 m Länge sind noch zwei Tunnels von 221 m Länge ausgeführt.“
Der Bau erforderte u. a. 76,81 Meter langes steinernes Viadukt, weiters waren 117 Bahnübergänge und 20 Ableitungskanäle für Niederschlagswasser zu errichten. Die Schienen wurden 1903 in Graz gewalzt. Als Besonderheit bestand für die ersten 5,5 km ein Dreischienengleis bis zur Trennung der Normalspur- und der Schmalspurstrecke.

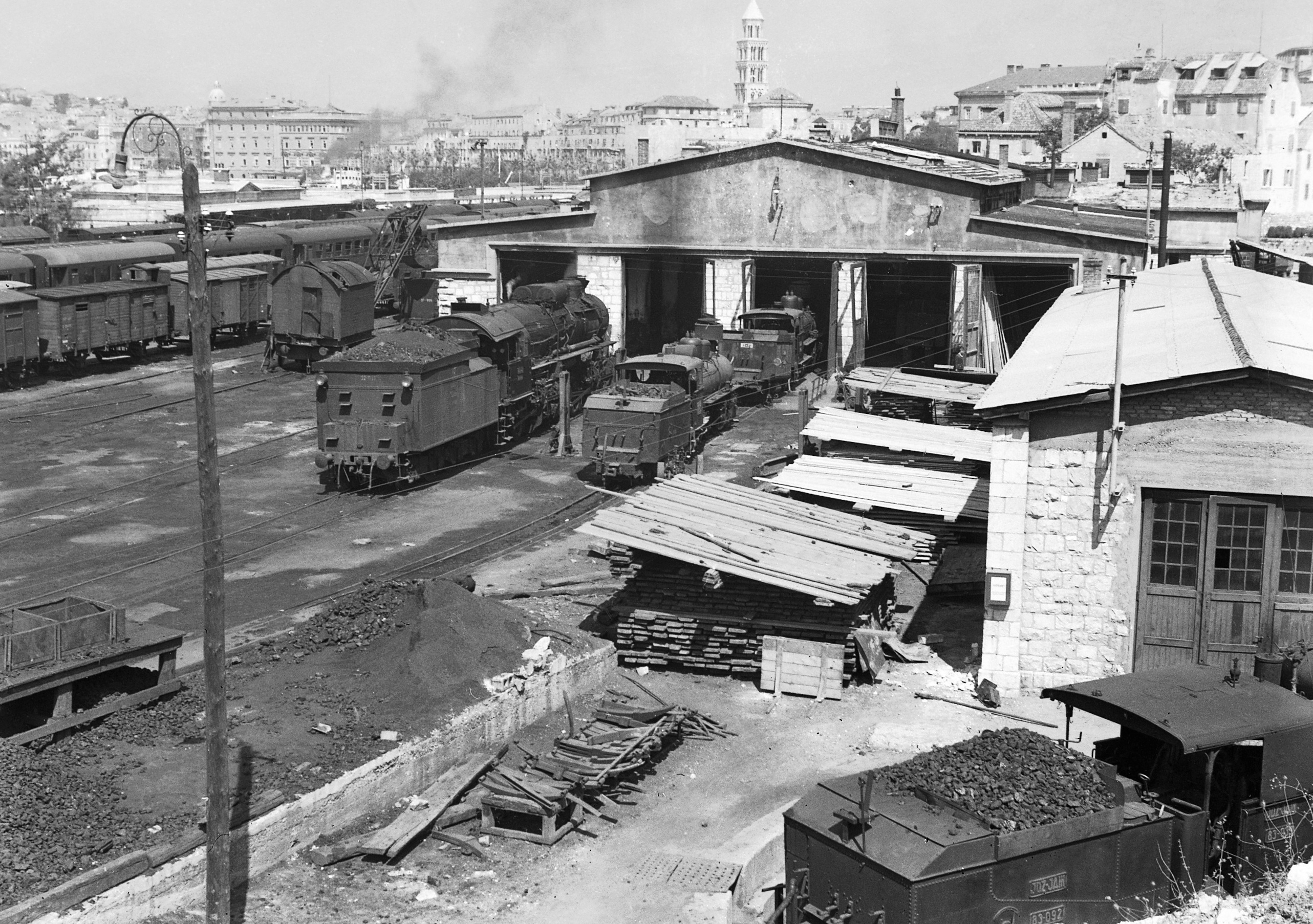
Heizhaus Split mit Schmalspurlokomotiven der Reihe 83, um 1952
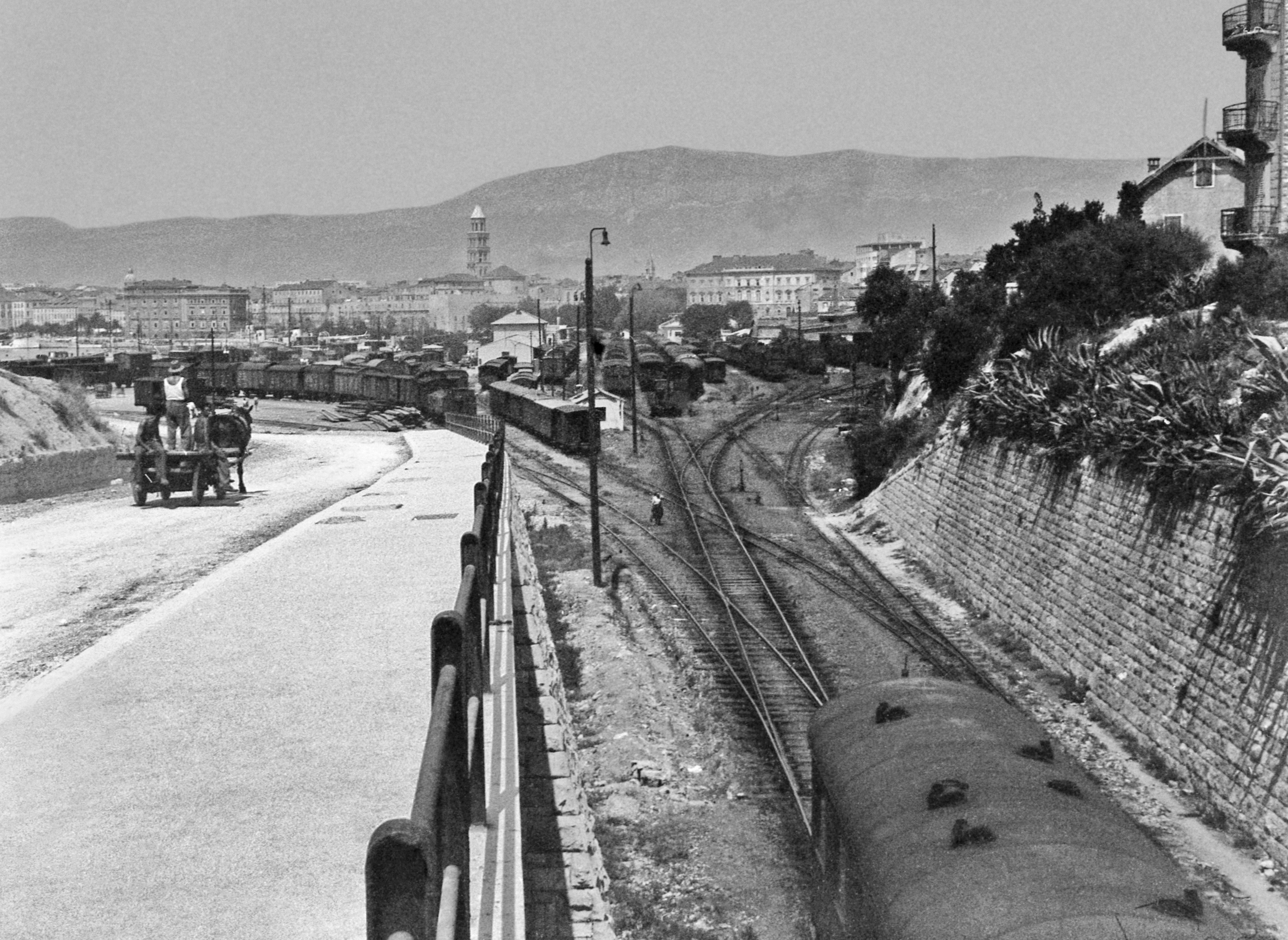
Normal- und schmalspurige Gleisanlagen am südlichen Ende des Bahnhofs Split

## Betrieb
Aufgrund der finanziell aufwendigen Herstellung entschlossen sich die k.k. österreichischen Staatsbahnen zu einem um etwa 50 % erhöhten Tarif, der sich in einer Tarifkilometrierung von 58 Kilometern niederschlug.
Im Sommerfahrplan von 1914 sind zwei Zugpaare dokumentiert, im Winterfahrplan 1954/1955 bis zu fünf Zugpaare. Sowohl 1914 als auch 1954/1955 betrug die Fahrtdauer zwischen beiden Endpunkten etwa zweieinhalb Stunden von Spalato nach Sinj und etwa zwei Stunden in die Gegenrichtung.

## Fahrzeuge

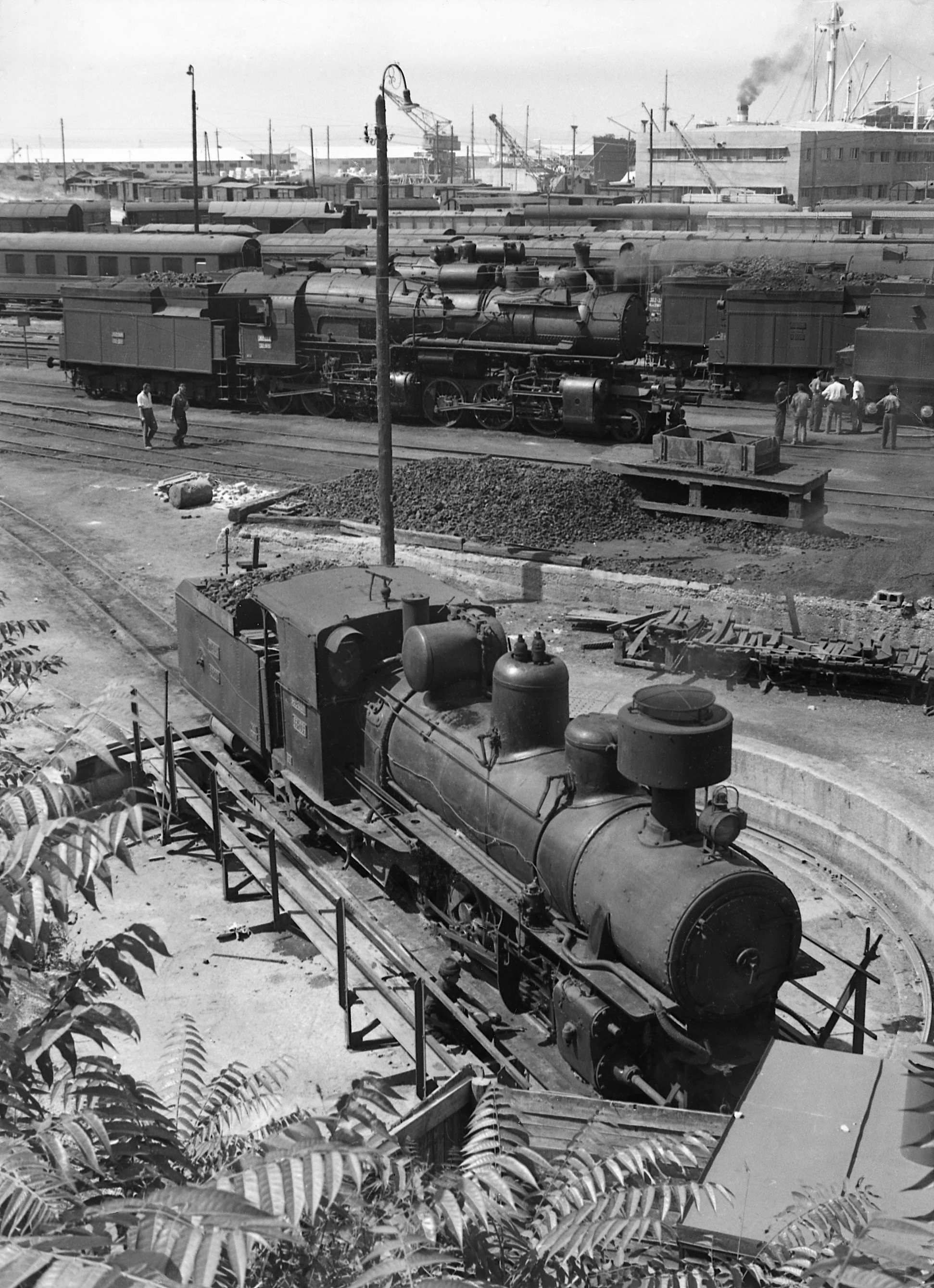
83-092 auf der Drehscheibe in Split, dahinter eine normalspurige Mallet der Reihe 32, um 1952

Für die Bahn wurden Fahrzeuge nach den Normen der k.k. österreichischen Staatsbahnen beschafft. Insbesondere waren dies vier Dampflokomotiven der österreichischen Baureihe U, wie sie heute noch auf österreichischen Bahnen zum Einsatz kommen. Die ersten beiden Lokomotiven wurden von der Lokomotivfabrik der Staatseisenbahngesellschaft geliefert. Die dritte und die vierte kamen von Lokomotivfabrik Krauss & Comp. Linz.
Auch die Waggons für Personen- und Güterbeförderung glichen völlig denen anderer Schmalspurbahnen der kkStB. Bemerkenswert waren lediglich geringfügige technische Ergänzungen – Bleiplatten am Fahrgestell – um Wagen bei Bora vor dem Umstürzen zu bewahren.
Nach dem Ersten und auch nach dem Zweiten Weltkrieg kam es zu wesentlichen Änderungen im Lokomotivbestand. Bemerkenswert ist, dass bis zur Stilllegung fast ausschließlich Dampflokomotiven altösterreichischer Herkunft zum Einsatz kamen. Bilder zeigen hauptsächlich Lokomotiven der JDŽ-Baureihe 83. Der Einsatz von Dieselfahrzeugen ist nicht belegt. Das kann als Indiz dienen, dass diese Lokalbahn in der Wertigkeit jugoslawischer Stellen als eher gering eingeschätzt wurde.

## Erinnerungskultur
Im Juli 2024 veröffentlichte die Gemeinde Dicmo im EU-Amtsblatt einen Aufruf zum Erwerb einer Dampflokomotive, um damit an die Schmalspurbahn Split – Sinj zu erinnern. Im November 2024 wurde seitens der Gemeinde Dicmo die Erteilung des Zuschlages um 259 000,00 EUR im EU-Amtsblatt kundgemacht.
Ende 2024 wurde die äußerlich restaurierte Lokomotive JŽ 83-181 aus Bosnien-Herzegowina zur Aufstellung nach Dicmo überstellt.